# Josephiella
Josephiella is een geslacht van vliesvleugeligen uit de familie van de Eurytomidae. De wetenschappelijke naam van dit geslacht werd voor het eerst geldig gepubliceerd in 1994 door T. C. Narendran.

## Soorten
Het geslacht Josephiella omvat de volgende soorten:
- Josephiella malabarensis Narendran, 1994
- Josephiella microcarpae Beardsley & Rasplus, 2001